# Home (The Walking Dead)
«Hogar» —título original en inglés: «Home » es el décimo episodio de la tercera temporada de la serie de terror y apocalíptica The Walking Dead. Se transmitió por AMC en los Estados Unidos el 17 de febrero de 2013. En España, el episodio se transmitió el 18 de febrero, mientras que en Latinoamérica el episodio se emitió el 19 de febrero del mismo año respectivamente por FOX International. El episodio está dirigido por Seith Mann y el guion estuvo a cargo de Nichole Beattie.
En este episodio el grupo prepara su siguiente paso. Mientras tanto, Daryl y Merle cuestionan si tomaron la decisión correcta. El Gobernador trata de restaurar la calma en Woodbury y planea castigar a los responsables del caos. Mientras tanto el grupo de Rick se prepara para un inminente asalto por parte del Gobernador.
Este episodio marca la aparición final de Lew Temple como Axel, debido a que su personaje es asesinado por el Gobernador. 

## Argumento
Rick (Andrew Lincoln) sufre alucinaciones adicionales de su difunta esposa Lori (Sarah Wayne Callies) en la cerca de la prisión, mientras que Michonne (Danai Gurira) lo rastrea desde la distancia. Con la falta de estabilidad mental de Rick y Daryl (Norman Reedus) habiendo abandonado el grupo con su hermano Merle (Michael Rooker), Glenn (Steven Yeun) toma la decisión ejecutiva de fortificar la prisión contra El Gobernador, a pesar de la sugerencia de Hershel (Scott Wilson) de huir. Cuando Carl (Chandler Riggs) encuentra más caminantes en la sala de calderas de la prisión, Glenn dice que se llevará a Maggie (Lauren Cohan) para encontrar donde los caminantes en la zona de derrumbes Glenn y Maggie, que acaban de ser rescatados de Woodbury, tienen una emotiva discusión sobre si Maggie había sido violada por El Gobernador (David Morrissey), pero ella responde que no por su parte, la chica está molesta, así que Glenn entra a su celda y le pregunta si quiere hablar de lo que pasó en Woodbury, pero ella molesta discute con él y luego lo echa de su celda. Hershel, después de tratar de advertir a Glenn que no corra riesgos, intenta convencer a Rick para que vuelva a ocupar el puesto de liderazgo, creyendo que Glenn no está preparado para ese papel.
En Woodbury, el Gobernador agradece a Andrea (Laurie Holden) por devolverle confianza a los residentes, y cree que ella sería una mejor líder para la comunidad, El Gobernador luego habla solo con Milton (Dallas Roberts), asegurándole su lealtad de que él moriría por él y controlando a Andrea, momentos después, Andrea intenta encontrar dónde se fueron El Gobernador y su mano derecha Martínez (José Pablo Cantillo), pero Milton solo le dice que han dejado Woodbury y elude sus otras preguntas.
Por otra parte, Daryl y Merle se abren camino a través del bosque, Daryl quiere regresar a la prisión, pero Merle considera que El Gobernador matará a todos los que estén allí, se encuentran con una familia hispana atrapada en su automóvil por caminantes y Daryl acude para ayudar, mientras que Merle contribuye a medias, con los caminantes eliminados, Merle intenta robarle a la familia después de llamarlos con insultos, pero Daryl lo detiene y deja que la familia se vaya. Los dos entran en una discusión inicialmente sobre la voluntad de Daryl de ayudar a otros, pero pronto se convierte en problemas de larga data de su niñez y Daryl revela que su padre los había golpeado a ambos. Merle finalmente admite que había dejado a Daryl porque temía que mataría a su padre si se quedaba, Merle también revela que Daryl y él originalmente planeaban robar el campamento de los supervivientes fuera de Atlanta.
En la prisión, Carol (Melissa McBride) y Axel (Lew Temple) ayudan a establecer barricadas, durante las cuales Axel admite que ha sido encarcelado por intentar cometer un robo a mano armada con una pistola de agua, Axel comienza a contar una historia humorística sobre su hermano, pero de repente es asesinado de un tiro certero en la cabeza y Carol ve al Gobernador fuera de la cerca, el grupo toma las armas rápidamente mientras los hombres del Gobernador disparan sobre ellos. El Gobernador ordena que un camión de pan lleno de caminantes atraviese las puertas, llenando todo el patio exterior de la prisión y atrapando a Rick que todavía está fuera de la valla interior, El Gobernador y sus hombres abandonan la prisión a su suerte; los caminantes tropiezan con Rick cuando llegan Daryl y Merle y lo salvan al alguacil de una muerte segura, luego ellos se retiran de manera segura al patio interior. Si bien no ha habido otras bajas, el grupo de Rick mira hacia el patio, atrapado dentro de la prisión hasta que puedan despejar a los caminantes.

## Recepción

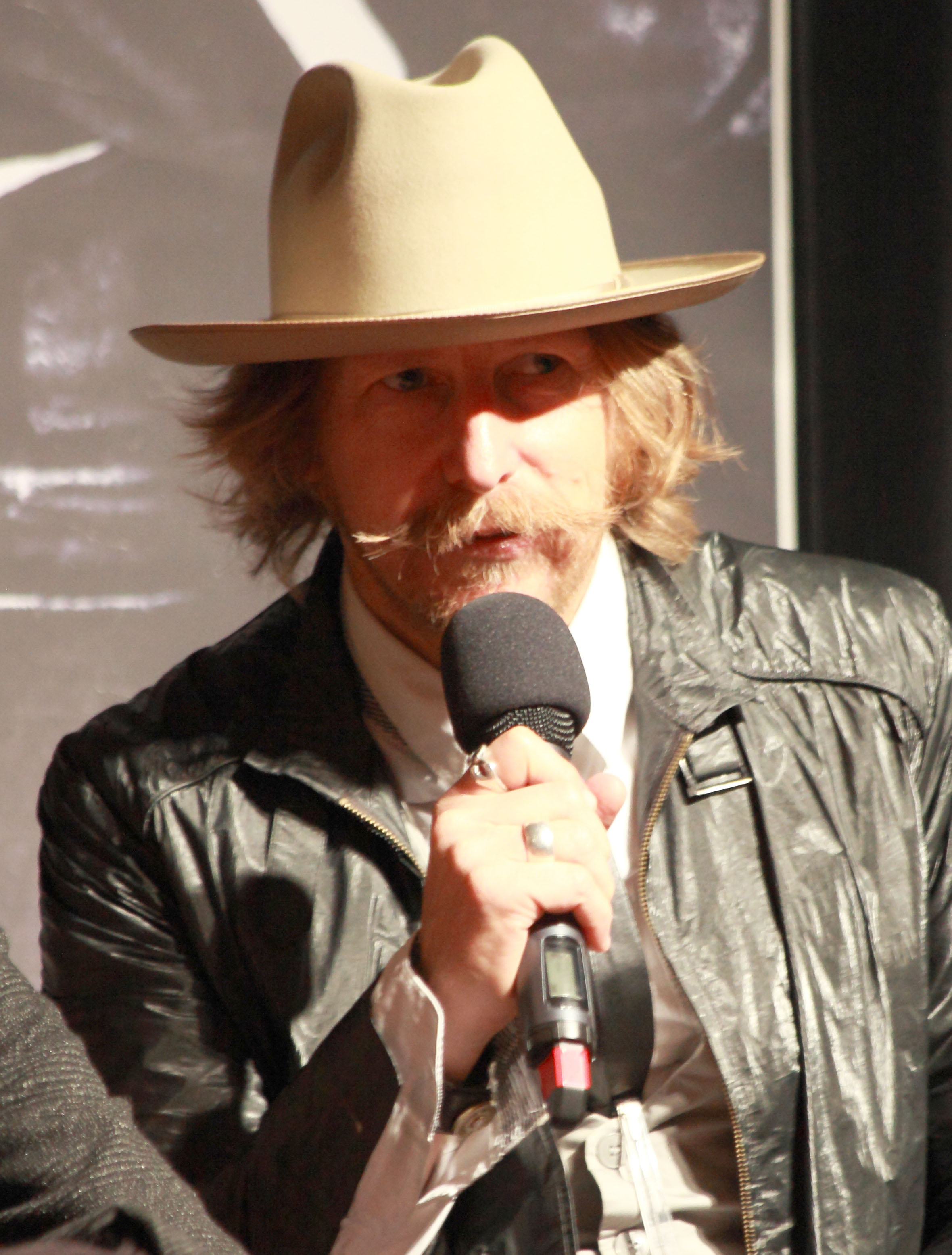
"Home"marcó la última aparición de Axel (Lew Temple), como parte del reparto recurrente, desde el comienzo de la tercera temporada.

### Respuesta crítica
Phil Dyess-Nugent, escribiendo para "The A.V. Club", calificó el episodio B- en una escala de A a F, comentando el episodio "atrapa la serie en un punto intermedio" y que los "últimos minutos son básicamente un videojuego, y uno bastante bueno", pero es frustrante que, después del punto álgido de la historia de Woodbury,  The Walking Dead  vuelva a ser un espectáculo que tiene solo dos modos distintos: ataque de salpicadura en 3-D y programa de entrevistas de supervivencia. Especialmente cuando lo hace la salpicadura es mucho mejor que la conversación ". Eric Goldman en IGN dio el episodio 8.2 de 10, diciendo que disfrutaba Daryl y Merle juntos, pero no les gustó la rapidez con la que volvieron a prisión, y pensaron que la muerte de Axel fue una gran sorpresa.

### Calificaciones
La transmisión original, el 17 de febrero de 2013, fue vista por aproximadamente 11.04 millones de televidentes, una disminución en la audiencia del episodio anterior de alta calificación, descendiendo un 8% con respecto a la audiencia en demográficos con el rango de edad de 18-45 que tuvo The Suicide King.